# Феликс Фор (станция метро)
Феликс Фор (фр. Félix Faure) — станция линии 8 Парижского метрополитена в XV округе Парижа. Названа по одноимённой авеню, получившей своё имя в честь президента Франции 1895-1899 годов Феликса Фора. Рядом со станцией располагается площадь Этьен Перне, на которой располагается церковь Сен-Жан-Батист-де-Гренелль.

## История
- Станция открылась 27 июля 1937 года в составе пускового участка Ла Мотт-Пике — Гренель — Балар, заменившего собой участок Ла Мотт-Пике — Гренель — Порт-д'Отёй, перешедший в состав линии 10 в результате реорганизации линий метро на левом берегу Парижа.
- Пассажиропоток по станции по входу в 2011 году, по данным RATP, составил 1 932 459 человек[3]. В 2013 году этот показатель снизился до 1 895 590 пассажиров (253 место по уровню входного пассажиропотока в Парижском метро)[4].

## Галерея

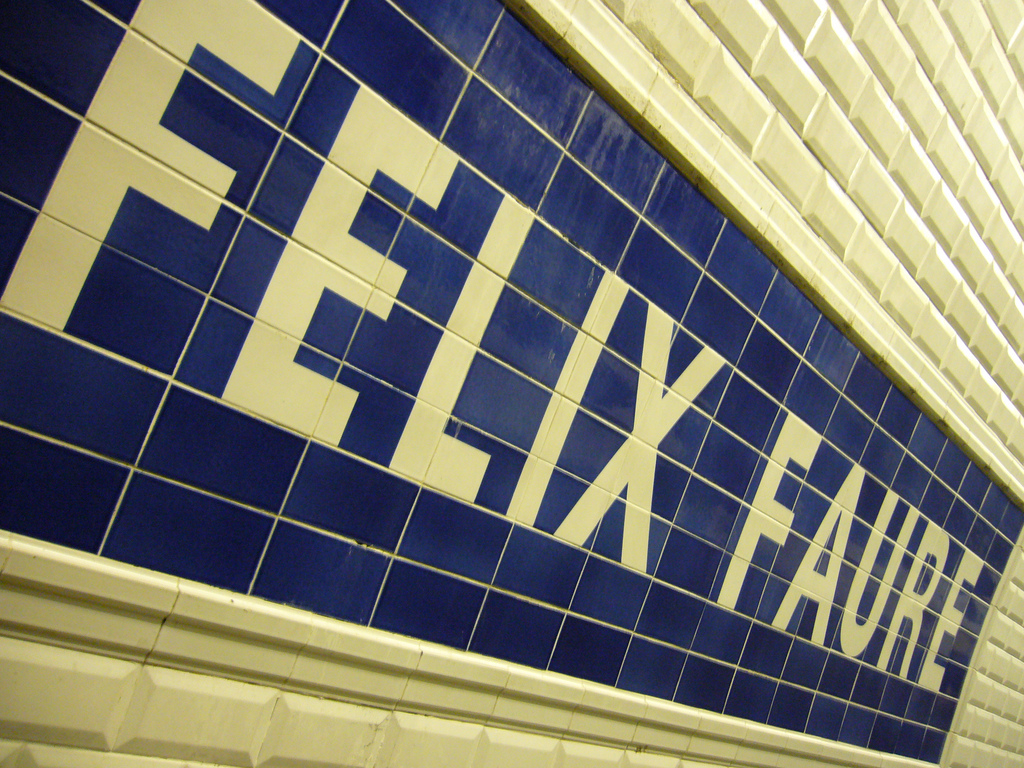
Название станции на изразцовой плитке
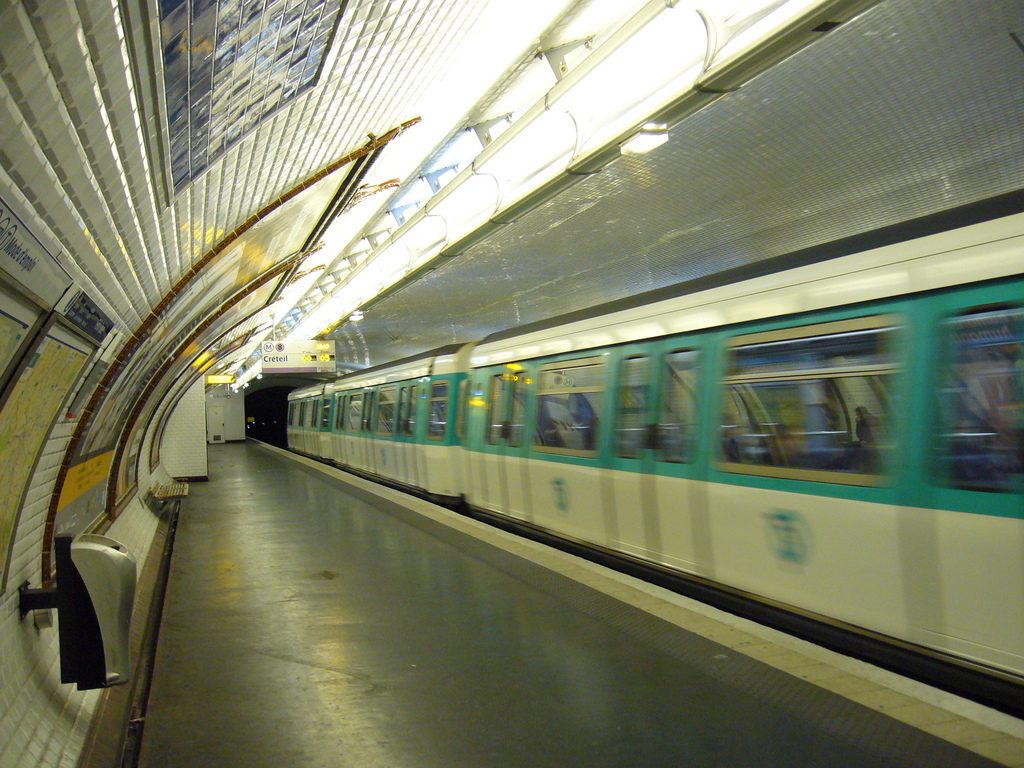
Состав модели MF 77 на станции
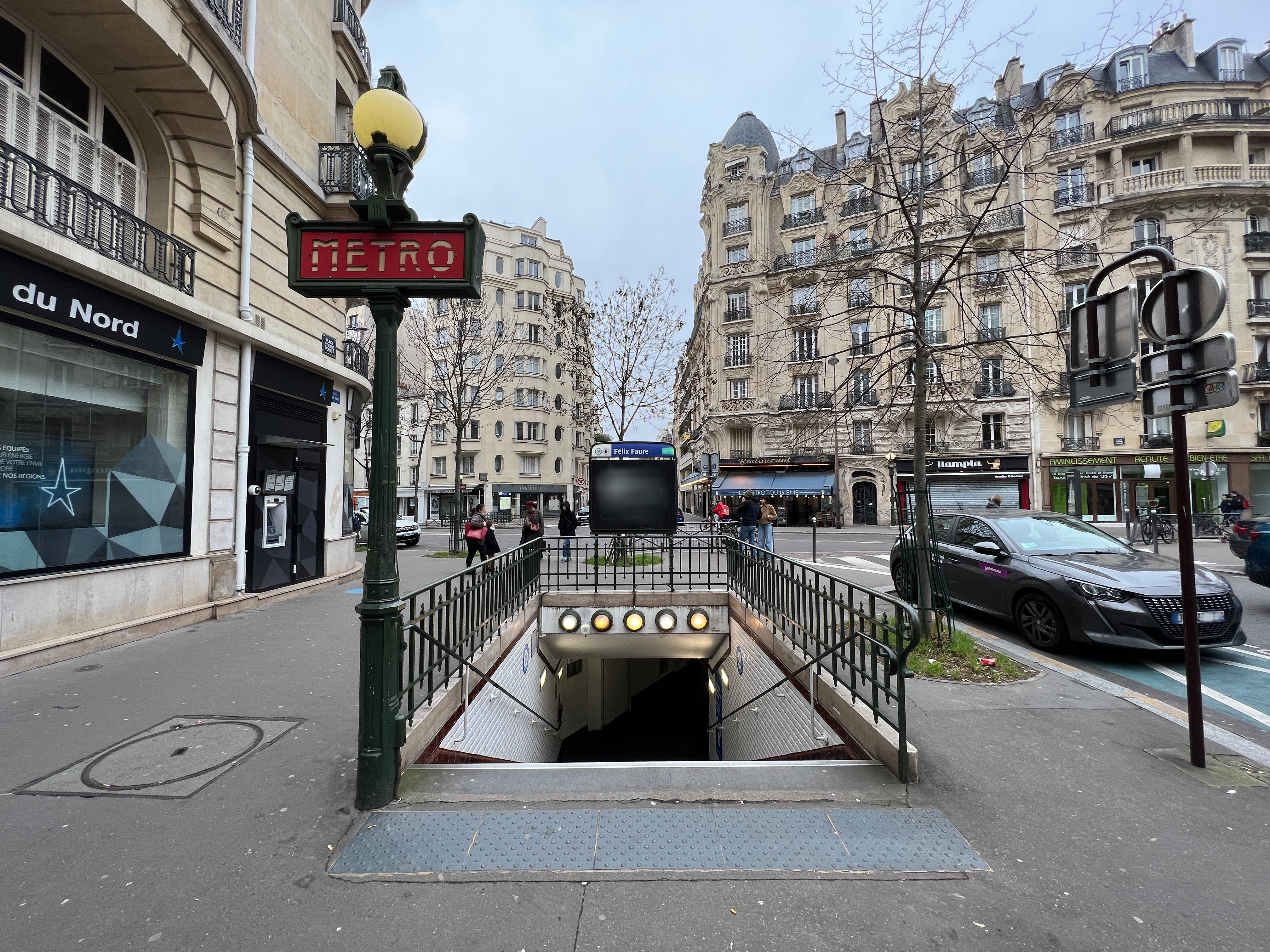
Первый вход на станцию
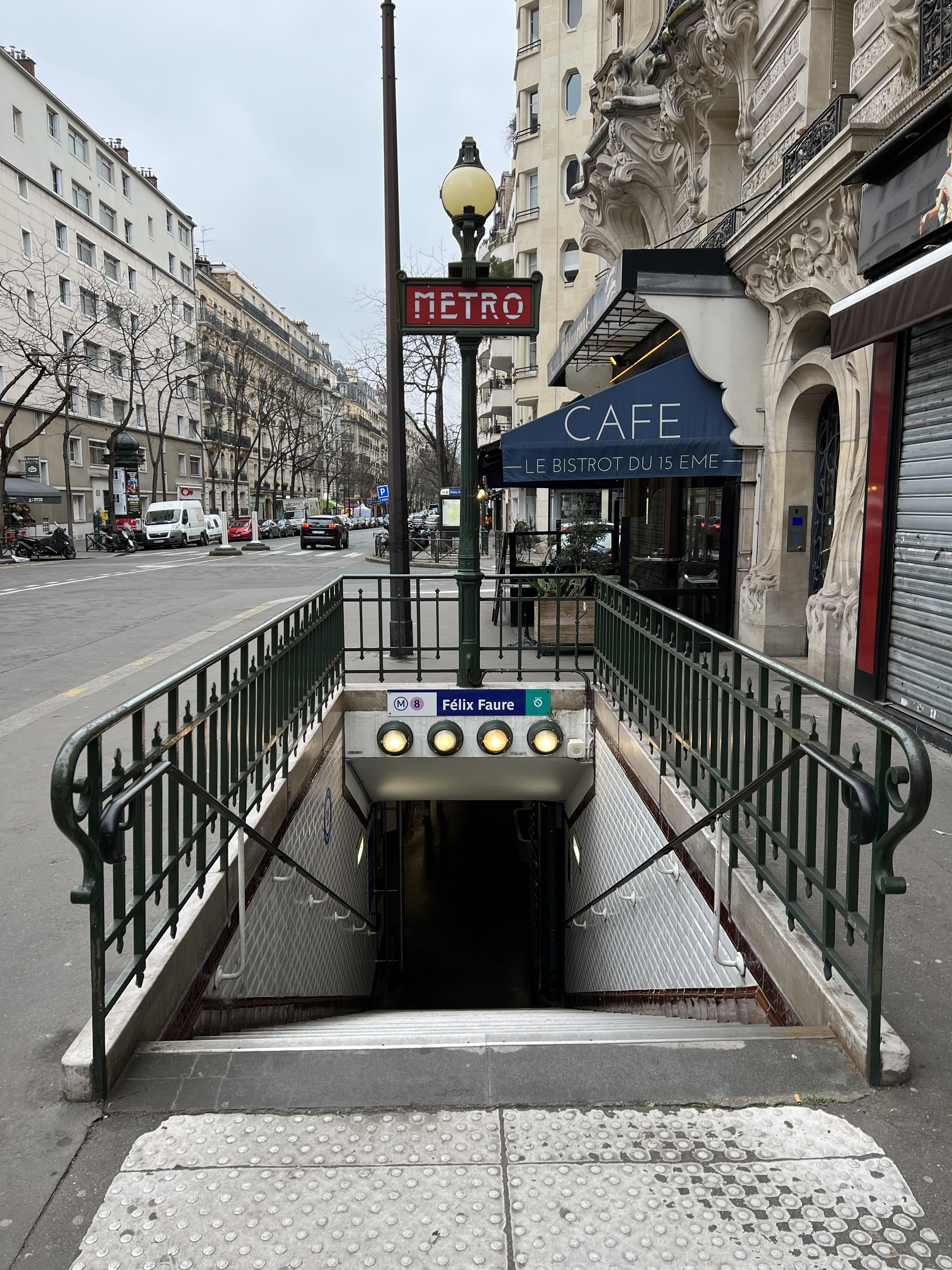
Второй вход на станцию
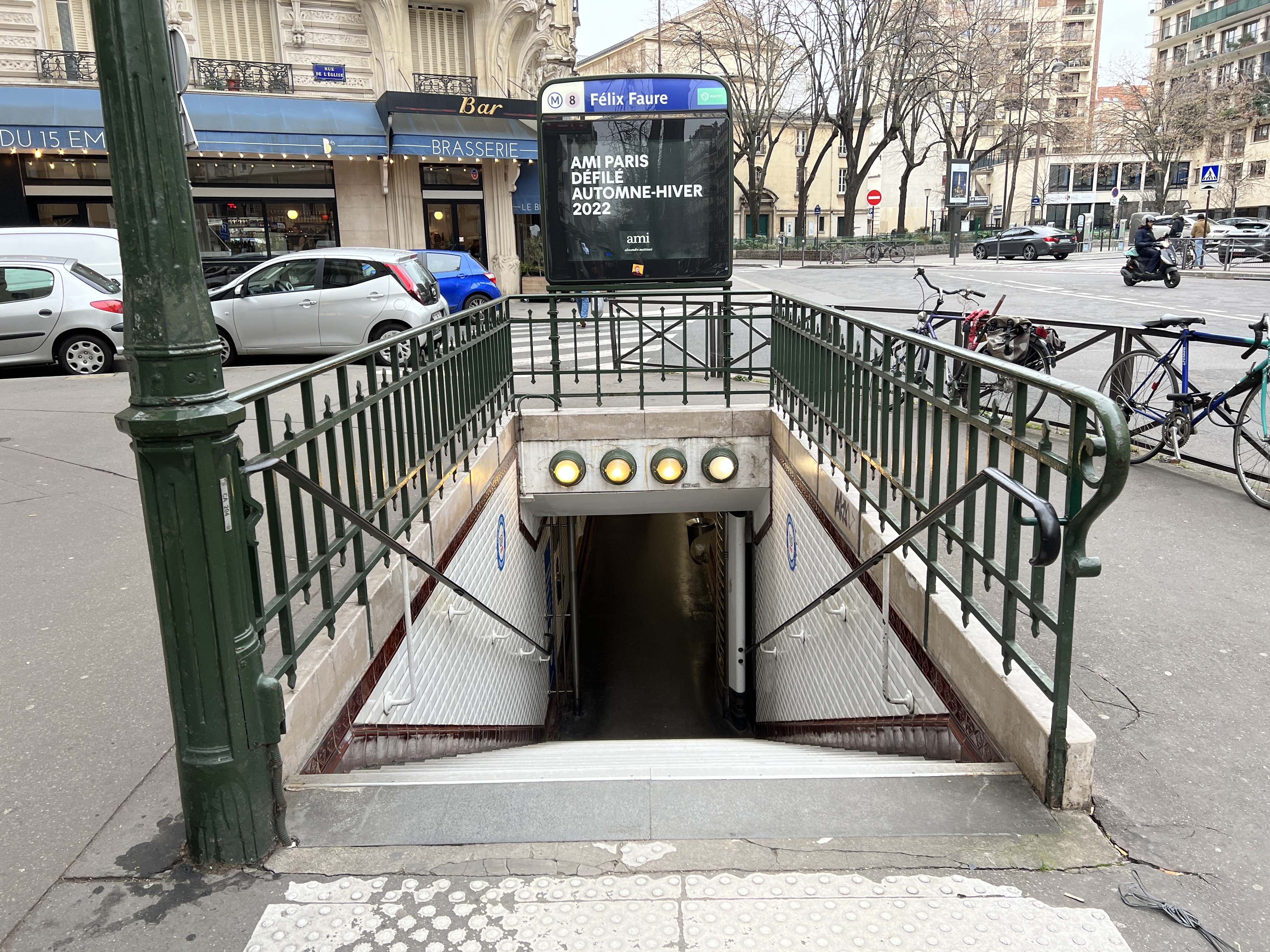
Третий вход на станцию